# Parupeneus
Parupeneus són un gènere de peixos de la família dels múl·lids.

## Taxonomia
N'hi han les següents espècies reconegudes:
- Parupeneus barberinoides (Bleeker, 1852)[1]
- Parupeneus barberinus (Lacépède, 1801)[2]
- Parupeneus biaculeatus (Richardson, 1846)
- Parupeneus bifasciatus (Lacépède, 1801)[3][4]
- Parupeneus chrysonemus (Jordan i Evermann, 1903)
- Parupeneus chrysopleuron (Temminck i Schlegel, 1843)
- Parupeneus ciliatus (Lacépède, 1802)[5]
- Parupeneus crassilabris (Valenciennes, 1831)
- Parupeneus cyclostomus (Lacépède, 1801)[3]
- Parupeneus forsskali (Fourmanoir i Guézé, 1976)[6]
- Parupeneus heptacanthus (Lacépède, 1802)[5]
- Parupeneus indicus (Shaw, 1803)[7]
- Parupeneus insularis (Randall i Myers, 2002)[8]
- Parupeneus jansenii (Bleeker, 1856)
- Parupeneus louise (Randall, 2004)
- Parupeneus macronemus (Lacépède, 1801)[3]
- Parupeneus margaritatus (Randall i Guézé, 1984)
- Parupeneus moffitti (Randall i Myers), 1993
- Parupeneus multifasciatus (Quoy i Gaimard, 1824)[9]
- Parupeneus orientalis (Fowler, 1933)[10]
- Parupeneus pleurostigma (Bennett, 1831)[11]
- Parupeneus porphyreus (Jenkins, 1903)[12]
- Parupeneus posteli (Fourmanoir y Guézé, 1967)
- Parupeneus procerigena (Kim i Amaoka, 2001)[13]
- Parupeneus rubescens (Lacépède, 1801)[3]
- Parupeneus signatus (Günther, 1867)
- Parupeneus spilurus (Bleeker, 1854)
- Parupeneus trifasciatus (Lacépède, 1801)